# Belgrandiella bureschi
Belgrandiella bureschi is een slakkensoort uit de familie van de Hydrobiidae. De wetenschappelijke naam van de soort is voor het eerst geldig gepubliceerd in 1976 door Angelov.